# Nasze piosenki najlepsze
Nasze piosenki najlepsze – czwarty album Formacji Nieżywych Schabuff wydany w 1994 roku, nakładem wydawnictwa Intersonus. Płyta składa się z największych przebojów zespołu, nagranych w wersjach akustycznych.
Album nagrano w Studiu Polskiego Radia w Łodzi w kwietniu 1994. Aranżacja: Olek Klepacz, Wojtek Wierus. Produkcja: Olek Klepacz, Wojtek Wierus. Reżyser dźwięku: Andrzej Martyniak. Mastering: Andrzej Artymowicz. W roku 2005 wydawnictwo MTJ wydało reedycję albumu.

## Lista utworów
źródło:.
1. „Centrum Wynalazków” – 6:23
2. „Klub Wesołego Szampana” – 5:12
3. „Hej cześć, daj coś zjeść” – 3:58
4. „Baboki” – 4:58
5. „Palę faję” – 3:04
6. „Kiedy zamykam oczy” – 3:09
7. „Żółty rower” – 5:28
8. „Między nią nami a czymś takim” – 3:18
9. „Melodija” – 3:11
10. „Swobodny Dżordż” – 2:48
11. „Robotnicy” – 2:19
12. „Najgłupsza piosenka świata” – 4:08

## Twórcy
źródło:.
- Aleksander Klepacz – śpiew
- Wojciech Wierus – gitara
- Filip Sojka – gitara basowa

gościnnie
- Daria Druzgała – śpiew
- Marek Podkowa – flet, saksofon
- Krzysztof Pszona – midi